# Victory SC (Malediven)
Victory SC ist ein 1971 gegründeter Verein aus Malé, Malediven. Aktuell spielt die Herren-Fußballmannschaft in der höchsten Liga des Landes, der Dhivehi Premier League. Seine Heimspiele trägt der Verein im Galolhu-Stadion aus. Der Verein gewann bisher 21-mal die nationalen Meisterschaften und zweimal die Dhivehi League. Victory SC ist damit der Rekordgewinner der nationalen Meisterschaft, heute genannt Presidents Cup.

## Vereinserfolge

### National
- Maldives Nationale Meisterschaft (Presidents Cup)

Gewinner 1972, 1976, 1977, 1978, 1980, 1981, 1983, 1984, 1985, 1986, 1988, 1992, 1993, 2000, 2001, 2002, 2003, 2005, 2006, 2009, 2011
- Dhivehi League

Meister 2000, 2007
- Maldives FA Cup

Gewinner 1993, 2000